# صلحی که همهٔ صلح‌ها را بر باد داد
صلحی که همهٔ صلح‌ها را بر باد داد: فروپاشی امپراتوری عثمانی و شکل‌گیری خاورمیانهٔ معاصر (با زیر عنوان ایجاد خاورمیانه معاصر، ۱۹۲۲–۱۹۱۴) کتابی است به قلم فینالیست جایزه پولیتزر، دیوید فرامکین که در سال ۱۹۸۹ منتشر شده‌است. این کتاب به شرح وقایعی که منجر به تجزیه امپراتوری عثمانی در خلال جنگ جهانی اول و در نتیجه آن تغییرات وسیعی که در خاورمیانه ایجاد شد، می‌پردازد. فرامکین معتقد است این تغییرات به جنگ جهانی جدیدی منجر شد که همچنان ادامه دارد. این کتاب از سوی بسیاری از منتقدان تحسین شده‌است. ریچارد هولبروک نوشته‌است: «هیچ سیاست‌مداری بدون دانستن پیشینه این منطقه [خاورمیانه] نمی‌تواند آن را به‌درستی بشناسد و از میان کتاب‌های زیادی که در مورد این منطقه نوشته شده‌است، هیچ‌کدام به پای حماسه تأثیرگذار فرامکین، «صلحی برای پایان‌دادن به همه صلح‌ها» نمی‌رسد.» ویلیام راجر لوئیس در مرور کتابی که برای نیویورک تایمز نوشت، کتاب فرامکین را «عالی» خواند و افزود: «خوانندگان جمع خواهند شد و نه‌تنها آگاه بلکه به چالش کشیده می‌شوند.» تایمز کتاب را «حقیقت و نه چیزی جز حقیقت» خطاب کرد.
این کتاب در ایران با عنوان «صلحی که همه صلح‌ها را بر باد داد» در سال ۱۳۹۵ با ترجمه‌ای از حسن افشار توسط نشر ماهی به فارسی ترجمه و منتشر شده‌است.

## یادداشت
1. ↑  A Peace to End All Peace: The Fall of the Ottoman Empire and the Creation of the Modern Middle East
2. ↑  عنوان کتاب به جنگ جهانی اول اشاره دارد که با نام «جنگی برای پایان‌دادن به تمام جنگ‌ها» نیز شناخته می‌شود.
3. ↑  با عنوان کامل «صلحی که همهٔ صلح‌ها را بر باد داد: فروپاشی امپراتوری عثمانی و شکل‌گیری خاورمیانهٔ معاصر»